# Blu-ray Disc Association
A Blu-ray Disc Association ou Associação Disco Blu-ray é responsável pelo estabelecimento de padrões do Disco Blu-ray e promovê-lo. A associação tem mais de 90 membros.
Os Administradores são:
- Apple Inc.
- Dell
- HP
- Hitachi
- LG Electronics
- Mitsubishi Electric
- Panasonic
- Microsoft Corporation

(Matsushita Electric)
- Pioneer Corporation
- Philips
- Samsung Electronics
- Sharp Corporation
- Sony Corporation
- TDK Corporation
- Technicolor
- Twentieth Century Fox
- Walt Disney Pictures